# Nitinat Lake
Nitinat Lake är en sjö i Kanada.   Den ligger i Cowichan Valley Regional District och provinsen British Columbia, i den sydvästra delen av landet, 3 700 km väster om huvudstaden Ottawa. Nitinat Lake ligger 6 meter över havet. Arean är 26,5 kvadratkilometer. Den sträcker sig 15,6 kilometer i nord-sydlig riktning, och 13,9 kilometer i öst-västlig riktning.
I omgivningarna runt Nitinat Lake växer i huvudsak barrskog. Trakten runt Nitinat Lake är nära nog obefolkad, med mindre än två invånare per kvadratkilometer.